# Lijst van Waalse ministers van Buitenlandse Handel
Dit is een lijst van ministers van Buitenlandse handel in de Waalse regering. 

## Lijst
| Nr.                                     | Minister | Minister                    | Partij | Partij | Begin             | Einde           | Regering(en)                      |
| --------------------------------------- | -------- | --------------------------- | ------ | ------ | ----------------- | --------------- | --------------------------------- |
| 1                                       |          | Guy Spitaels (1931-2012)    |        | PS     | 30 oktober 1993   | 25 januari 1994 | Spitaels                          |
| 2                                       |          | Robert Collignon (1943)     |        | PS     | 25 januari 1994   | 12 juli 1999    | Collignon I, II                   |
| vacant (12 juli 1999-6 oktober 2005)    |          |                             |        |        |                   |                 |                                   |
| 3                                       |          | Jean-Claude Marcourt (1956) |        | PS     | 6 oktober 2005    | 22 juli 2014    | Di Rupo II, Demotte I, Demotte II |
| vacant (22 juli 2014-13 september 2019) |          |                             |        |        |                   |                 |                                   |
| 4                                       |          | Willy Borsus (1962)         |        | MR     | 13 september 2019 | 15 juli 2024    | Di Rupo III                       |